# San Giuseppe col Bambino (Josefa de Óbidos)
San Giuseppe col Bambino è un dipinto della pittrice Josefa de Óbidos realizzato all'incirca nel 1670 e conservato nel Museo nazionale d'arte antica di Lisbona in Portogallo.

## Descrizione
Il dipinto ha per soggetto San Giuseppe col Bambino Gesù ambientato all'aperto con la presenza di arbusti e sembra di notte o col cielo abbastanza nuvoloso. Entrambi i protagonisti, nella parte terrena, indossano dei sandali e nella parte sinistra verso il Bambino si nota la presenza di fiori. San Giuseppe regge con la mano sinistra un ramo di giglio, simbolo del padre putativo, mentre con la mano destra tiene quella di Gesù Bambino; sopra la sua testa c'è un sottile aureola. Gesù Bambino tiene la mano sinistra a quella del padre putativo, e l'altra mano tiene un bastone (o forse la croce simbolo del futuro martirio), sopra la testa si trova una sfera lucente che è lo Spirito Santo.
La luce è presente nei due volti, parte dei vestiti e sopra le due teste.